# Hojuela
La hojuela es un dulce tradicional de España y América. En los países latinoamericanos, especialmente en Colombia, y como origen en España, se elabora habitualmente durante la Semana Santa y la época navideña. Los ingredientes varían según la región, pero suelen consistir en una masa a base de harina frita en aceite y espolvoreada con azúcar.

## Gastronomía

### En Colombia
Las hojuelas se suelen preparar durante las fiestas navideñas. Se suelen comer con manjar blanco, natillas y buñuelos. Las hojuelas suelen elaborarse con harina de trigo, huevos, agua y media taza de zumo de naranja o menos. Las tiras de masa se fríen con aceite vegetal. 

### En Chile
En Chile, las hojuelas derivan de una receta tradicional que utiliza jarabe de palma.

## Refranero español
«Miel sobre hojuelas» es un dicho español análogo a la expresión inglesa «Icing on the cake». Supuestamente, la expresión surgió cuando la gente añadía miel sobre hojuelas en lugar de azúcar, y disfrutaba aún más del sabor. Significa algo parecido a hacer que algo bueno sea aún mejor.
Alternativamente, decir «No todo es miel sobre hojuelas» significa «No todo es diversión y juegos».